# Krafty
Krafty är en singel av bandet New Order från 2005. Det är den första singeln från albumet Waiting for the Sirens' Call

## Låtlista
1. Krafty (Single Edit)
2. Krafty (Album Version)